# Tysk ubådsklasse XXIII

Tysk ubådsklasse XXIII var en type af små, elektriske ubåde bygget af den nazistiske Kriegsmarine i årene 1944–1945, hvor ved 2. verdenskrigs afslutning hele bestanden blev selvsænket eller bombet, på nær 2 ubåde genanvendt af den vesttyske Bundesmarine, og 5 ubåde yderligere genanvendt af de allierede og Sovjetunionen. Selvsænkningen var foretaget af Kriegsmarine selv under Operation Regnbue, da det stod klart, at krigen var tabt og de allieredes hære nærmede sig, som nazisterne ikke ville overgive ubådene til. Nazisterne planlagde storslået at bygge helt op til 900-1000 både af denne klasse, men i takt med krigens udvikling formåede Kriegsmarine ikke at bestille mere end 280, hvoraf de fleste blev annulleret, og formåede ikke at bygge mere end 63 eksemplarer i alt. Af de 63 både blev 61 søsat, og kun 6 af disse formåede at gennemføre en kamp-patrulje.

## Konstruktion og design
Denne klasse ubåde var de første små elektriske ubåde, der blev anvendt i praksis, og de var efterfølgere og supplement til store elektriske ubåde af Tysk ubådsklasse XXI, der blev bygget til at kunne indtage Atlanterhavet. De små klasse XXIII var såkaldte kyst-ubåde, der blev designet til at sejle i de lavvandede kyster af Vesterhavet, Sortehavet og Middelhavet, hvor de store Klasse XXI-ubåde var i stor fare for at støde på land eller at blive opdaget og bombet pga. størrelse og nedsat manøvre-mulighed.
Med Klasse XXIII ville nazisterne gerne have billige både med meget enkelt design og genbrug af allerede eksisterende komponenter. Dertil havde admiralen Karl Dönitz stillet to mere krav: da bådene skulle bruges både i Sortehavet og Middelhavet, skulle de være i stand til at blive transporteret over landet med tog, samt benytte de almindelige standard 533 mm torpedorør. Det var meningen, at bådenes komponenter skulle bygges i værfter overalt i det 3. rige og de besatte lande, og derefter samles i de værfter, der havde mest erfaring med ubådsbygning. I praksis blev planerne omlagt pga. krigens udvikling og i stedet for at bygge komponenterne i værfter i Ukraine, Italien og Østrig, blev bådene kun bygget i de 2 tyske værfter i Hamborg og Kiel.
Med disse både satsede nazisterne mest på fart i stedet for tunge kanoner, så alt overflødig udrustning var sparet væk. Bådene skulle kunne patruljere og dykke hurtigt i skjul, angribe pludseligt og målrettet og derefter hurtigt flygte, derfor blev alt pladsen brugt til brændsel og batterier i stedet for våben og stort kampudstyr. Bådene i denne klasse var derfor heller ikke udstyrede med forsvarmekanismer og efter udskydning af deres 2 torpedoer skulle de vende tilbage til en base for at torpedoerne kunne genoplades.
Klasse XXIII var ret hurtige (9 sekunder neddykningshastighed) og manøvredygtige, da de havde kun et enkelt skrueaksel og kun et ror til styring, hvilket gjorde den forholdsvis nem at styre og vende. De brugte dieselmotor til det meste af fremdriften, og de samme motorer til at genoplade sine elektriske batterier i neddykket tilstand, samt havde en lille ekstra el-motor til neddykket fremdrift.

Klasse XXIII havde kun et stort hulrum i skroget, og det meste af bunddækket blev brugt til at huse de store batterier. Bådene var så små, at de kun havde plads til to torpedoer, som skulle lades udefra. Ganske ligesom deres store søsterbåde Klasse XXI, var disse små både i stand til at forblive neddykkede næsten konstant og var hurtigere end de tunge, almindelige U-Boots takket være forbedret, strømlinet design af skroget, batterier med stor kapacitet til neddykket fremdrift og ventilations-snorkler, der ventilerede hele båden og fjernede diesel-os, hvilket tillod dieselmotorerne til også at blive brugt i neddykket tilstand. Klasse XXI og Klasse XXIII var så banebrydende, at de har revolutioneret hele designet af ubåde i flere lande i efterkrigstiden.
En typisk ubåd i denne klasse var for eksempel U-4711. Denne båd blev bestilt juli 1944 og bygningen startede med kølsætning den 1. december 1944 i værft Friedrich Krupps Germaniawerft AG i Kiel i dokken nummer 953. Båden blev søsat den 21. februar 1945 og udkommanderet til den nazistiske premierløjtnant Siegfried Endler den 21. marts 1945.
Båden nåede aldrig at blive brugt udover træning og den 4. maj 1945 blev U-4711 sænket i moder-værftet Germania i Kiel som del af Operation Regenbogen. Vraget blev derefter hævet op og skrottet.

## Forlis
Otte af klasse XXIII ubåde gik tabt af følgende grunde før krigens afslutning:
- U-2323 blev forlist af en sømine 26. juli 1944.
- U-2331 forliste i en træningsulykke 10. oktober 1944.
- U-2338 angrebet af dt britisk Beaufighter fly, som dræbte 12 besætningsmedlemmer ombord og sænkede båden nordøst for Fredericia den 4. maj 1945, før ubådens første krigspatrulje.
- U-2342 ramte sømine 26. december 1944.
- U-2344 var ramt og havareret ved et uheld af egen flådes og egen klasses U-2336 den 18. februar 1945.
- U-2351 konstruktion blev aflyst i april 1945 efter værftet blev bombet.
- U-2359 sænket af et af de allieredes fly den 2. maj 1945.
- U-2367 var ramt af og havareret ved et uheld med en anden, uidentificeret tysk U-Boot den 5. maj 1945.[3]

## Genbrug og efterkrigstiden
I starten af maj 1945 blev 31 klasse XXIII ubåde sænket med vilje af deres egen besætning under Operation Regenbogen. 20 resterende ubåde overgav sig til de allierede og blev sænket under Operation Deadlight. Tre ubåde blev genanvendt uden at blive sænket af de vestlige allierede, nemlig båd U-2326 (genanvendt som britisk ubåd N35), båd U-2353 (brugt af britiske flåde som ubåd N37, og derefter skænket til den franske flåde), samt båd U-4706 (som blev genanvendt af Norges flåde som ubåd Knerten). En enkel XXIII ubåd blev udleveret til Sovjetunionen som følge af betingelserne af Potsdam-traktaten, og en mere ubåd, der efter sigende var blevet skrottet i 1948.
I året 1956 fik vesttyske Bundesmarine hævet to klasse XXIII både, den ene U-2365 (sænket i Kattegat i 1945) samt U-2367 (som havarerede i Schleimünde efter kollision med en anden ubåd), og genanvendte dem som henholdsvis U-Hai S 170 (Hajen) samt U-Hecht S 171 (Gedden). U-Gedden brugtes indtil 1968. U-Hajen forliste og sank ved Dogger Bank i september 1966, hvorved der omkom 19 of de 20 besætningsmedlemmer ombord. Det var den største efterkrigskatastrofe i den tyske flådes historie. Designet og erfaringen med disse to genanvendte ubåde blev brugt til at bygge Tysk ubådsklasse 206 ubåde, som var brugt i Tyskland indtil 2011.